# Roberta Hill Whiteman
Roberta Hill Whiteman (reserva Oneida, Wisconsin, 1947) és una escriptora iroquesa de la nació oneida. Estudià a les universitats de Wisconsin i Montana, i ha donat classes a les reserves Oneida i Rosebud. Autor dels poemes Philadelphia flowers (1996) i Star quilt (1984)